# روتي (سويسرا)
روتي (بالألمانية: Rüti) هي إحدى بلديات مقاطعة هينفيل في كانتون زيورخ بسويسرا. تبلغ مساحتها 10.19 كيلومتر مربع، ويقدر عدد سكانها بـ 12157 نسمة (حسب تعداد ديسمبر 2017).

## توأمة
لروتي (سويسرا) اتفاقيات توأمة مع:
- إسبيكا

## أعلام
- إنريكو دي ماريا